# 本法寺 (台東区)
本法寺（ほんぽうじ）は、東京都台東区寿二丁目にある日蓮宗の寺院である。山号は長瀧山。旧本山は平賀本土寺、小西法緑。

## 歴史
天正19年（1591年）、太田道灌が築城した江戸城紅葉山（現在の千代田区）に東光院日先（元和4年（1618年）没）の開山で創建された。正保年間（1645年 - 1648年）頃、徳川家光による江戸城修築のため八丁堀（現在の中央区）に移転した。明暦3年（1657年）の振袖火事により堂宇を焼失したため、寺町再建のため江戸幕府が茶碗用達町人の高原平兵衛に与えた拝領屋敷跡に金龍寺、松応寺、東陽寺、海運寺、大仙寺とともに移転した。大正12年（1923年）の関東大震災で焼失した。昭和16年（1941年）境内にはなし塚が建立された。

## 境内
- 本堂

## 文化財
- はなし塚 - 日中戦争中の1941年（昭和16年）、戦時下で公演が禁止された五人廻し、明烏等の名作落語を含めた過去の寄席文芸を供養するため建てられた塚（除幕式は同年10月30日）[1]。寺の外塀は歴代の噺家の名が刻まれていることで知られる。

## 歴代
- 東光院日先

## 交通アクセス
- 銀座線田原町駅より徒歩約2分（経路案内）。

## 関連資料
- 『御府内寺社備考』